# インジウム肺
インジウム肺（インジウムはい）は、酸化インジウムスズなどのインジウムを含む物質への曝露によって引き起こされる職業病の一種。間質性肺疾患（びまん性実質性肺疾患）に分類される。

## 徴候と症状
インジウム肺の主な徴候は肺胞タンパク症と肺線維症である。症状としては、呼吸困難（息切れ）、咳、痰の増加などがある。また、インジウム肺の人には喀血も見られる。その他の症状としては、指尖性跛行、DLCO（肺胞から血液中に酸素を移動させる能力）の低下、強制呼気量の低下などがあるが、すべての症例ではない。肺気腫はインジウム肺に関連しているが、この症候群の一部ではないかもしれない。

### 合併症
インジウムは既知の発がん物質ではないが、肺がんはインジウム肺疾患に関連している可能性がある。

## 原因
インジウム肺は、埋め立てや生産を含むさまざまな職業的状況での酸化インジウムスズへの曝露によって引き起こされる。反応時にインジウムスズ酸化物にさらされると、インジウム金属、水酸化インジウム、および酸化インジウムにさらされる可能性がある。

## メカニズム
正確な発症メカニズムは不明だが、インジウムが既存の自己免疫疾患を悪化させたり、肺胞マクロファージによるインジウムの食作用がマクロファージの機能障害を引き起こすのではないかと推測されている。

## 診断
CTスキャンとX線撮影はインジウム肺の診断のために使用できる。CTによって検知できる異常には、すりガラス状の混濁、小葉間中隔の肥厚、蜂巣肺、気管支拡張症などがある。

### 検査結果
インジウム肺には複数の異常な検査結果が認められている。高レベルの血清インジウムはインジウム肺のすべての症例で発見されている。今までに発見されているその他の異常な検査値には、アラニンアミノトランスフェラーゼの増加、アスパラギン酸アミノトランスフェラーゼの増加、 C反応性タンパク質の増加、間質性肺疾患マーカーの上昇、およびGM-CSF自己抗体の増加などがある。

## 対処策
日本の労働安全衛生研究所（JNIOSH）は、インジウム肺の発見後、許容可能な曝露の制限を0.0003mg/m3までに設定した。インジウム曝露を減らす方法は、発症防止の最良の方法であると考えられている。インジウム労働者の医学的監視も良い方法である。

## 処理
インジウム肺には標準化された治療法はありませんが、治療法として、肺洗浄とコルチコステロイド療法が含まれる。

## 予後
予後因子については、2012年時点では調査中であるが、予備的な証拠によると雇用期間と呼吸保護具の使用報告は予後因子ではないが血清インジウム濃度は予後因子となる可能性があり、血清インジウム濃度が高いほど予後が悪くなるとされている。インジウム肺疾患は数例で致命的となっている。

## 歴史
2003年に日本の研究者グループによって初めて発表された。

## 疫学
症例は日本、米国、中華人民共和国で報告されている。インジウム産業は主に日本を拠点としており、多くのケースが発生している。インジウム産業は、米国、中華人民共和国、台湾、韓国にも存在する。2010年の時点で10例が報告されているが、100人以上のインジウム労働者が呼吸異常を記録している。